# Saint-André-Farivillers
Saint-André-Farivillers är en kommun i departementet Oise i regionen Hauts-de-France i norra Frankrike. Kommunen ligger i kantonen Froissy som tillhör arrondissementet Clermont. År 2022 hade Saint-André-Farivillers 512 invånare.

## Befolkningsutveckling
Antalet invånare i kommunen Saint-André-Farivillers
| Referens: INSEE |